# 空母戦記
空母戦記（くうぼせんき）は、ジェネラル・サポートから1993年に発売されたウォー・シミュレーションゲーム、及びそのシリーズ。
1941年 - 1945年にかけて、日本とアメリカ合衆国間で戦われた太平洋戦争の空母戦をシミュレートしたゲームである。デザイナーは阿部隆史。
1995年にDOS/V版が、1999年にプレイステーション版が(アンバランス社)、2005年にWindows版の『空母戦記2』が発売されている。

## ゲームの内容
太平洋戦線における日米間の空母同士の戦いをシミュレートしたゲームである。
勝敗は1時より24時までの24時間で争われ、1時間ごとに命令を発行する。空母戦を扱っているため、ゲームは主に軍用航空機を扱う処理で進行していく。また、自由に艦隊を編成出来るセットアップモードも搭載されている。

## フェイズ
1ターンは1時間であり、更にフェイズに分割される。艦隊移動プロットフェイズ、索敵フェイス、攻撃隊フェイズ…などを日米が交代に処理していく形となっている。

## 航空機の運用
航空機は通常、未武装状態で開始され、このままでは飛び立つ事はできない。まず武装変更フェイズで武装を施し、昇降フェイズで格納庫から飛行甲板に上げ、次のターンに攻撃や直衛を行い、更に次のターンで帰投する。帰投した航空機は未武装状態に戻るので、格納庫に降ろし、開始時と同様に武装からやり直す。空母の飛行甲板の広さは有限であるため、一度(ゲーム内で1時間)に搭載機の全てを発艦もしくは着艦させることは不可能である(一部に例外は存在する)。なお、水上機は昇降の手間が不要であり、比較的容易に運用が可能である(ただし水上機の記事で確認可能であるが、構造上、通常の軍用機に比べて性能的には劣る)。

## 艦船
激闘!ソロモン海戦史シリーズと同様のブロック分けがなされている。このゲームにおいての主人公は空母であり、空母の甲板を破壊する事で敵は航空機の運用に支障を来し、戦力は大きく減退する。また、ゲームの勝敗は戦果ポイントで争われ、これは艦種とブロック総数によって前後するが、対象を撃沈した場合、およそ正規空母で180前後、戦艦で150前後、巡洋艦で100前後のポイントを得る事ができる。

## 艦隊
艦隊は輪形陣をとり、中央エリア、及び、円周を4分割したA,B,C,Dエリアに、各々最大4隻までの艦船を配備できる。空母を配備できるのは中央エリアのみであり、1艦隊中の空母総数は最大4隻に制限される。

## 航空攻撃
攻撃隊は通常、空母1隻ごとに編成される(空母戦記2では攻撃方法が同じ攻撃隊は、発艦後に空中で集合して攻撃を行う事ができる。ただし集合に燃料を消費するという設定のため、航続力は低下する)。攻撃方法には降下爆撃(高高度、比較的安全で命中率も高いが軽爆撃機しか行えない)、水平爆撃(中高度、爆装が可能なあらゆる機体で可能だが命中率は低く若干危険)、航空雷撃(威力は高いが非常に危険)が有る。敵飛行場もしくは索敵済み艦隊に対してのみ、攻撃が可能である。空母戦記2では条件付きで、未索敵状態の敵艦隊への攻撃が可能となっている。
空母戦記2では搭乗員がデータ化されている。搭乗員は1機単位で管理され、各々が固有の錬度を持つ。錬度の高い搭乗員はやはり優秀であるか人数が限られているため、特に後述するキャンペーンゲームにおいては貴重な存在である。

## 直衛
自艦隊の上空を戦闘機で防衛する。高度を指定でき、該当する高度の敵攻撃隊を迎撃可能である。また、直衛隊より低高度の敵攻撃隊には、下して攻撃する事が可能である。ただし、降下後に上昇することはできない。

## 海戦
双方の艦隊が接近すると発生する。簡単な命令を与えるだけで自動的に進行する。彼我の艦隊の編成次第によっては、有効な攻撃となる場合がある。戦闘はラウンド制となっているが、彼我の選択によって、必ず最終ラウンドまで行われる「遭遇戦」と、彼我の艦隊速度差によって最終ラウンドが変化する「追撃戦」のいずれかが選ばれる。

## キャンペーン
日本本土からハワイ諸島までの連続したマップで太平洋戦争を戦い抜くゲームモード。プレイできるのは日本側のみ。マップ間に艦隊や航空隊の編成、航空機の生産、増援などが行える。米国の工業力や対空砲火（VT信管やレーダー射撃など）は非常に強力で、手応えのある仕上がりとなっている。ちなみに日本側の駆逐艦は米国側と比較すると非常に対空攻撃力が低く、この点もハンデとなっている。

## 空母戦記2
搭乗員、集合攻撃、索敵攻撃などの新要素の追加、登場艦船・航空機の増加、大幅な操作性の向上などがなされた。前作のPC-9801版やDOS/V版よりも操作性が向上している。LANやインターネット接続による対戦モードにも対応している。
発売当初はBGMや効果音が実装されていないなど、異常に完成度の低い状態であったが、その後、パッチで改善された。